# Єміма Бен-Менахем
Єміма Бен-Менахем (івр. ימימה בן מנחם; нар. 23 грудня 1946, Єрусалим) — почесний професор філософії Єврейського університету в Єрусалимі. Основною сферою її спеціалізації є філософія науки і особливо філософія сучасної фізики. Лауреат Премії Ізраїлю з вивчення філософії за 2022 рік.

## Біографія
Бен-Менахем народилася в Єрусалимі. Її батьки — Йосеф Ґольдшмідт, директор департаменту релігійної освіти та член Кнесету від Національної релігійної партії і Елішева Ґольдшмідт, піонерка науки про генетику та генетичного консультування в Ізраїлі.

## Навчання та кар'єра
Бен-Менахем отримала ступінь бакалавра з фізики та математики в 1969 році та ступінь магістра з відзнакою (summa cum laude) з філософії науки в 1972 році, обидві в Єврейському університеті в Єрусалимі.
У 1983 році отримала третій ступінь доктора філософії. Бен-Менахем написала своюдисертацію «Парадокси та інтуїція» під керівництвом Гіларі Патнем з Гарвардського університету та Марка Штайнера з Єврейського університету.
У 2001 році Бен-Менахем заснувала журнал Aleph: Historical Studies in Science and Judaism, який є академічним виданням, яке веде та просуває дослідження у своїй галузі.
Бен-Менахем працювала директором Центру історії та філософії науки, технологій і медицини Едельштейна в Єврейському університеті. Крім того, вона була наставником близько 35 докторантів і кваліфікованих студентів, а деякі з них інтегрувалися в академічні установи. Бен-Менахем пішла на пенсію з роботи в Єврейському університеті в 2013 році.
З 2006 року вона була членом вченої ради (EPP) «Einstein Papers Project», проекту наукового редагування творів і листування Альберта Ейнштейна.
У 2007 році вона була куратором виставки «Таємниці Ньютона» в Національній бібліотеці в Єрусалимі.
Бен-Менахем відома міжнародній спільноті як запрошений дослідник Гарвардського, Стенфордського та Сіднейського університетів. Крім того, вона організовує та бере участь у конференціях в Ізраїлі та за кордоном.

## Особисте життя
Бен-Менахем одружена з Ханіною Бен-Менахем, у них 4 дітей і багато онуків.

## Нагороди
- Премія Ізраїлю з вивчення філософії за 2015 рік[7].

## Філософські праці

### Конвенціоналізм
Бен-Менахем присвятила кілька статей і книгу позиції конвенціоналістів, ця позиція вперше була сформульована французьким філософом Анрі Пуанкаре, насамперед стосовно геометрії. На думку конвенціоналістів, багато тверджень, які ми розглядаємо як об'єктивні істини, насправді є «прихованими умовностями», отриманими з визначень або методологічних рішень, які не нав'язані нам логікою, математикою чи емпіричними фактами, і щодо яких ми маємо право розсуду. Бен Менахем розглядає науку та філософію 20 століття з точки зору впливу конвенціоналізму на ці галузі. За її словами, видатний вплив конвенціоналізму відображено у філософії логіки та математики, теорії відносності та працях провідних філософів ХХ століття, зокрема Рудольфа Крана, Людвіга Вітгенштейна, Гіларі Патнама та Уілларда Ван Ормана Куайна.

### Причинність
У «Причинності в науці» Бен-Менахем пропонує характеристику нового опису причинності, у центрі якого лежить сприйняття причинності як системи загальних причинних обмежень, а не звичайне сприйняття причинно-наслідкових зв'язків між окремими подіями. У книзі аналізуються взаємозв'язки між такими обмеженнями, як детермінізм і локальність (принцип безперервності кожного причинно-наслідкового ефекту), між законами збереження та симетріями, між принципом мінімальної дії та цілеспрямованістю. У відповідь на класичну проблему свободи людини Бен Менахем розшириє поняття «поза законом» або «відсутність закону». Ця концепція дозволяє людськім діям залежати від причин, але не від законів, які дозволяють передбачити їх заздалегідь.

### Інтерпретація квантової механіки
Бен-Менахем займається кількома суперечливими питаннями в історії та філософії квантової механіки. Вона аналізує зв'язок між квантовою нелокальністю та індетермінізмом і стверджує, що взаємозв'язки між цими властивостями забезпечують сумісність між квантовою механікою та спеціальною теорією відносності. Вона кидає виклик традиційному розумінню теореми PBR і пропонує нову інтерпретацію позиції Шредінгера та суперечки між Бором і Ейнштейном.

### Філософія історії
Бен-Менахем вважає поняття «випадковість» (протилежність необхідності) суттєвим для філософії історії та для можливості людей вносити зміни під час історичних подій. Її аналіз понять необхідності та випадковості спирається на аналогію з поняттями стабільності та нестабільності в науці, де вони відіграють помітну роль у багатьох галузях, наприклад, у статистичній механіці та теорії хаосу.

### Загальна філософія науки
Однією з найбільш обговорюваних тем у філософії науки є науковий реалізм, позиція, що прихильна можливості наукової істини та наукового знання. Прихильники цієї позиції бачать реалізм як єдину філософію, яка може пояснити вражаючий успіх науки. Внесок Бен-Менахем в дебати навколо реалістичної позиції включає її критику аргументу від успіху та твердження про те, що невдача науки сприяє підтримці реалізму не менше, ніж її успіх, її аналіз недостатньої детермінації та розумних описів, її захист прагматичної концепції, істини та її наголос на делікатності опису наукових законів.

### Інтерпретації
Бен-Менахем писала (серед іншого) про Хорхе Луїса Борхеса, Дональда Девідсона, Мішеля Фуко, Вільяма Джеймса, Еміля Майєрсона, Анрі Пуанкаре.

## Книги
- Conventionalism (Cambridge University Press, 2006)
- Causation in Science (Princeton University Press, 2018)

- 2022 Редагування двох томів із серії «Єрусалимські дослідження в історії та філософії науки», видавництва Springer. Один том присвячений змінам, яких зазнає концепція природного права у світлі нових досягнень науки. Другий том разом із Карлом Поузі присвячений філософії математики в пам'ять про Марка Штайнера, який помер у 2020 році від коронавірусу.

## Вибрані статті
- "Natural Laws and Human Language" in Engaging Putnam J. Conant and S. Chakraborty (eds.) (De Greuter) (2020) (forthcoming).
- (With Hanina Ben-Menahem) "The Rule of Law: Natural, Human and Divine" Studies in the History and Philosophy of Science 35  (2020) 139–159.
- "The PBR Theorem: Whose Side is it On?"  Studies in the History and Philosophy of Modern Physics 57 (2017) 80–88.
- “Borges on Replication and Concept Formation” in: Stepping in the Same River Twice, A. Shavit and A.M. Ellison (eds.) (Yale University Press) (2017) 23–36.
- "If Counterfactuals Were Excluded from Historical Reasoning…" Journal of the Philosophy of History 10 (2016) 370–381
- “The Web and the Tree: Quine and James on the Growth of Knowledge” in Quine and His Place in History, F. Janssen-Lauret and G. Kemp (eds) Palgrave (2016) 59–75.
- “Poincare’s Impact on Twentieth Century Physics” HOPOS 6 (2016) 257–273.
- “Revisiting the Refutation of Conventionalism”, The Library of Living Philosophers XXXIV, The Philosophy of Hilary Putnam, E. Auxier, D.R. Anderson, L.E. Hahn (eds), Open Court (2015) 451–478.
- “Historical Necessity and Contingency” in: The Blackwell Companion to the Philosophy of History, A. Tucker (ed) Blackwells (2009) 120–130
- . “Convention: Poincare and Some of his Critics”, British Journal for the     philosophy of Science 52 (2001) 471–513.
- “Direction and Description”, Studies in the History and Philosophy of Modern Physics 32 (2001) 621–635.
- “Dummett Versus Bell on Quantum Mechanics”, Studies in the History and Philosophy of Modern Physics 28(1997) 277–290.
- "Equivalent Descriptions", The British Journal for the Philosophy of Science, 41(1990) 261–279.
- "The Inference to the Best Explanation", Erkenntnis 33 (1990) 319- 344.